# Copa América Femenina 2014
La Copa América Femenina 2014 si disputò dall'11 al 28 settembre 2014 per la seconda volta consecutiva in Ecuador.
Il torneo è stato vinto per la sesta volta dal Brasile davanti a Colombia, Ecuador ed Argentina. Le prime due classificate si aggiudicarono l'accesso al Campionato mondiale femminile di calcio 2015 mentre la terza allo spareggio con la quarta della CONCACAF Women's Gold Cup 2014 oltre che le Olimpiadi di Rio de Janeiro 2016, in aggiunta la terza e quarta si qualificarono anche ai XVII Giochi panamericani in Canada.

## Partecipanti
Partecipano al torneo le rappresentative delle 10 associazioni nazionali affiliate alla Confederación sudamericana de Fútbol (CONMEBOL): 
| - Argentina - Bolivia - Perù - Cile - Ecuador |  | - Brasile - Paraguay - Colombia - Uruguay - Venezuela |

## Città e Stadi
Sono state scelte 8 città per ospitare tutte le gare del torneo:
| Città     | Stadio                              | Posti  |
| --------- | ----------------------------------- | ------ |
| Ambato    | Estadio Bellavista                  | 19 337 |
| Azogues   | Estadio Jorge Andrade               | 8 500  |
| Cuenca    | Estadio Alejandro Serrano Aguilar   | 20 730 |
| Latacunga | Estadio La Cocha                    | 15 220 |
| Loja      | Estadio Federativo Reina del Cisne  | 14 934 |
| Quito     | Estadio Olímpico Atahualpa          | 40 948 |
| Quito     | Estadio Chillogallo                 | 22 000 |
| Riobamba  | Estadio Olímpico de Riobamba        | 18 936 |
| Sangolquí | Estadio Municipal General Rumiñahui | 8 000  |

## Fase a gironi

### Gruppo A

#### Classifica
| Pos. | Squadra   | Pt | G | V | N | P | GF | GS | DR |
| ---- | --------- | -- | - | - | - | - | -- | -- | -- |
| 1.   | Colombia  | 12 | 4 | 4 | 0 | 0 | 10 | 1  | +9 |
| 2.   | Ecuador   | 6  | 4 | 2 | 0 | 2 | 3  | 3  | 0  |
| 3.   | Uruguay   | 6  | 4 | 2 | 0 | 2 | 5  | 9  | -4 |
| 4.   | Venezuela | 4  | 4 | 1 | 1 | 2 | 4  | 6  | -2 |
| 5.   | Perù      | 1  | 4 | 0 | 1 | 3 | 1  | 4  | -3 |

#### Risultati
| Arbitro: | Zulma Quiñónez |

|           |           |                                     |
| Viana 42’ | Marcatori | 9’ Ascanio 23’ García 71’ Rodríguez |

| Arbitro: | Laura Fortunato |

|           |           |  |
| Barre 84’ | Marcatori |  |

| Arbitro: | Regildenia Moura |

|                                            |           |  |
| Andrade 6’ Arias 58’ Santos 69’ Ospina 90’ | Marcatori |  |

| Arbitro: | María Belén Carvajal |

|             |           |  |
| Vásquez 30’ | Marcatori |  |

| Arbitro: | Sirley Cornejo |

|                                                |           |            |
| Rincón 15’ Ortiz 40’ Velásquez 65’ Cosme 90+1’ | Marcatori | 78’ García |

| Arbitro: | María Belén Carvajal |

|                           |           |            |
| Pion 30’ P.González 90+2’ | Marcatori | 14’ Flores |

| Ambato 17 novembre 2014 | Venezuela       | 0 – 0 referto | Perù | Estadio Bellavista\| Arbitro: \| Laura Fortunato \| |
| Arbitro:                | Laura Fortunato |               |      |                                                     |

| Arbitro: | Regildenia Moura |

|  |           |           |
|  | Marcatori | 60’ Ariza |

| Arbitro: | Zulma Quiñónez |

|            |           |  |
| Rincón 39’ | Marcatori |  |

| Arbitro: | Sirley Cornejo |

|               |           |                          |
| Lattanzio 87’ | Marcatori | 7’ P.González 56’ Badell |

### Gruppo B

#### Classifica
| Pos. | Squadra   | Pt | G | V | N | P | GF | GS | DR  |
| ---- | --------- | -- | - | - | - | - | -- | -- | --- |
| 1.   | Brasile   | 9  | 4 | 3 | 0 | 1 | 12 | 3  | +9  |
| 2.   | Argentina | 9  | 4 | 3 | 0 | 1 | 9  | 1  | +8  |
| 3.   | Paraguay  | 6  | 4 | 2 | 0 | 2 | 14 | 9  | +5  |
| 4.   | Cile      | 6  | 4 | 2 | 0 | 2 | 6  | 5  | +1  |
| 5.   | Bolivia   | 0  | 4 | 0 | 0 | 4 | 2  | 25 | -23 |

#### Risultati
| Arbitro: | Gabriela Bandeira |

|  |           |          |
|  | Marcatori | 47’ Lara |

| Arbitro: | Juana Delgado |

|                                                                          |           |  |
| Formiga 19’, 73’ Andressa 30’ Darlene 51’ Taide (nome) 84’ Fabiana 90+2’ | Marcatori |  |

| Arbitro: | Yercinia Correa |

|  |           |                                                            |
|  | Marcatori | 50’, 72’ Vallejos 54’ Bonsegundo 62’, 77’, 87’ Larroquette |

| Arbitro: | Silvia Reyes |

|            |           |                                               |
| Fleitas 9’ | Marcatori | 35’ Andressa 45+5’, 56’ Cristiane 57’ Fabiana |

| Arbitro: | Susana Corella |

|                                           |           |  |
| Lara 26’ (rig.) Guerrero 61’ Zamora 90+2’ | Marcatori |  |

| Arbitro: | Viviana Muñoz |

|            |           |  |
| Cabrera 9’ | Marcatori |  |

| Arbitro: | Yercinia Correa |

|                |           |                                                                                          |
| Moron 43’, 85’ | Marcatori | 10’, 77’, 81’, 90+1’ Fernández 35’ Riveros 44’, 89’ Ortíz 65’ Quintana 75’, 84’ Martínez |

| Arbitro: | Viviana Muñoz |

|  |           |                           |
|  | Marcatori | 22’ Maurine 49’ Cristiane |

| Arbitro: | Silvia Reyes |

|                                     |           |                    |
| Ortíz 15’ Quintana 78’ Martínez 85’ | Marcatori | 47’ Lara 72’ Araya |

| Arbitro: | Gabriela Bandeira |

|  |           |                               |
|  | Marcatori | 23’ Cometti 73’ (rig.) Banini |

## Girone finale
Le gare si sono svolte tra il 24 ed il 28 settembre.

### Classifica
| Pos. | Squadra   | Pt | G | V | N | P | GF | GS | DR  |
| ---- | --------- | -- | - | - | - | - | -- | -- | --- |
| 1.   | Brasile   | 7  | 3 | 2 | 1 | 0 | 10 | 0  | +10 |
| 2.   | Colombia  | 5  | 3 | 1 | 2 | 0 | 2  | 1  | +1  |
| 3.   | Ecuador   | 3  | 3 | 1 | 0 | 2 | 4  | 8  | -4  |
| 4.   | Argentina | 1  | 3 | 0 | 1 | 2 | 2  | 9  | -7  |

#### Risultati
| Quito 24 novembre 2014 | Colombia       | 0 – 0 referto | Argentina | Estadio Chillogallo\| Arbitro: \| Sirley Cornejo \| |
| Arbitro:               | Sirley Cornejo |               |           |                                                     |

| Arbitro: | Yercinia Correa |

|                                           |           |  |
| Cristiane 14’, 17’ Maurine 37’ Raquel 87’ | Marcatori |  |

| Arbitro: | Silvia Reyes |

|                          |           |               |
| Echeverry 12’ Rincón 55’ | Marcatori | 86’ Lattanzio |

| Arbitro: | María Belén Carvajal |

|                                                                         |           |  |
| Cristiane 32’ Andressa 36’ Maurine 58’ Tayla 66’ Tamires 71’ Raquel 84’ | Marcatori |  |

| Arbitro: | Zulma Quiñónez |

|                           |           |                                         |
| Banini 25’ Bonsegundo 30’ | Marcatori | 36’ Caicedo 60’ Rodríguez 77’ Lattanzio |

| Quito 28 novembre 2014 | Colombia          | 0 – 0 referto | Brasile | Estadio Olímpico Atahualpa\| Arbitro: \| Gabriela Bandeira \| |
| Arbitro:               | Gabriela Bandeira |               |         |                                                               |

## Classifica marcatrici
6 reti
- Cristiane

4 reti
- Rebeca Fernández

3 reti
- Mariana Larroquette
- Andressa
- Maurine
- Francisca Lara
- Yoreli Rincón
- Giannina Lattanzio
- Jessica Martínez
- Lourdes Ortíz

2 reti
- Estefanía Banini
- Florencia Bonsegundo
- Fabiana Vallejos
- Jhanet Moron
- Formiga
- Raquel
- Fabiana
- Dulce Quintana
- Pamela González
- Gabriela García

1 reti
- Micaela Cabrera
- Aldana Cometti
- Darlene
- Tayla
- Tamires
- Taide (nome)
- Fernanda Araya
- Carla Guerrero
- Daniela Zamora
- Lady Andrade
- Nataly Arias
- Tatiana Ariza
- Laura Cosme
- Isabella Echverria
- Melissa Ortiz
- Diana Ospina
- Leicy Santos
- Orianica Velasquez
- Adriana Barre
- Carina Caicedo
- Ingrid Rodríguez
- Erika Vázquez
- Ana Fleitas
- Verónica Riveros
- Emily Flores
- Yamila Badell
- Mariana Pion
- María de Lourdes Viana
- Yusmery Ascanio
- Daniuska Rodríguez